# Campeonato da Alemanha de Ciclocross
Os campeonatos da Alemanha de ciclocross são competições de ciclocross organizadas anualmente com o fim de discernir os títulos de campeão da Alemanha de ciclocross.
Os primeiros campeonatos form disputados em 1954. Rolf Wolfshohl detém o recorde de vitórias nos homens com 14 títulos. Uma competição feminina está organizada desde 2000. Hanka Kupfernagel impôs-se em onze edições

## Palmarés masculino

### Elites
| Ano  | Ouro                   | Prata               | Bronze                 |
| ---- | ---------------------- | ------------------- | ---------------------- |
| 1954 | Emil Reinecke          | Hardy Bingen        | Arthur Scherer         |
| 1955 | Herbert Ebbers         | Walter Becker       | Hans Brinkmann         |
| 1956 | Albert Rinn            | Norbert Psarski     | Heinz Steinzen         |
| 1957 | Guenther Debussmann    | Rolf Wolfshohl      | Heinrich Ruffenach     |
| 1958 | Rolf Wolfshohl         | Lothar Friedrich    | Guenther Debussmann    |
| 1959 | Rolf Wolfshohl         | Lothar Friedrich    | Guenther Debussmann    |
| 1960 | Rolf Wolfshohl         | Guenther Debussmann | Herbert Ebbers         |
| 1961 | Rolf Wolfshohl         | Dieter Puschel      | Klaus Ehrenberg        |
| 1962 | Rolf Wolfshohl         | Franz Allgaier      | Gerhard Schröder       |
| 1963 | Rolf Wolfshohl         | Franz Allgaier      | Gerhard Schröder       |
| 1964 | Günther Weiss          | Heinrich Ruffenach  | Manfred Rupflin        |
| 1965 | Rolf Wolfshohl         | Winfried Gottschalk | Franz Allgaier         |
| 1966 | Rolf Wolfshohl         | Karl Stähle         | Dietmar Allgaier       |
| 1967 | Rolf Wolfshohl         | Winfried Gottschalk | Jürgen Schlitzkus      |
| 1968 | Rolf Wolfshohl         | Winfried Gottschalk | Karl Stähle            |
| 1969 | Rolf Wolfshohl         | Günther Weiss       | Karl-Heinz Kunde       |
| 1970 | Rolf Wolfshohl         | Günther Weiss       | Horst Maier            |
| 1972 | Rolf Wolfshohl         | Karl-Heinz Kunde    | Dieter Puschel         |
| 1973 | Rolf Wolfshohl         | Alfred Gaida        | Karl-Heinz Küster      |
| 1977 | Klaus-Peter Thaler     | Willi Imitar        | Horst Maier            |
| 1978 | Klaus-Peter Thaler     | Jürgen Kraft        | Willi Imitar           |
| 1979 | Klaus-Peter Thaler     | Horst Maier         | Karl-Heinz Bohnen      |
| 1980 | Klaus-Peter Thaler     | Rolf Haller         | Klaus Thurn            |
| 1981 | Klaus-Peter Thaler     | Erwin Gaede         | Dieter Warbel          |
| 1982 | Klaus-Peter Thaler     | Raimund Dietzen     | Dieter Uebing          |
| 1983 | Dieter Uebing          | Erwin Gaede         |                        |
| 1984 | Raimund Dietzen        | Dieter Uebing       | Rudi Weber             |
| 1985 | Raimund Dietzen        | Klaus-Peter Thaler  | Dieter Uebing          |
| 1986 | Klaus-Peter Thaler     | Dieter Uebing       | Harry Schmitz          |
| 1987 | Klaus-Peter Thaler     | Volker Krukenbaum   | Dieter Uebing          |
| 1988 | Klaus-Peter Thaler     | Dieter Uebing       | Volker Krukenbaum      |
| 1989 | Mike Kluge             | Volker Krukenbaum   | Josef Meisen           |
| 1990 | Mike Kluge             | Volker Krukenbaum   | Josef Holzmann         |
| 1991 | Mike Kluge             | Josef Holzmann      |                        |
| 1992 | Mike Kluge             | Georg Bickel        | Volker Krukenbaum      |
| 1993 | Mike Kluge             | Volker Krukenbaum   |                        |
| 1994 | Ralph Berner           | Jens Schwedler      | Jörg Paffrath          |
| 1995 | Fritz Seeberger        | Jörg Arenz          | Torsten Wittig         |
| 1996 | Mike Kluge             | Ralph Berner        | Jens Schwedler         |
| 1997 | Franz-Josef Nieberding | Tobias Nestle       | Martin Weichert        |
| 1998 | Jörg Arenz             | Malte Urban         | Franz-Josef Nieberding |
| 1999 | Jörg Arenz             | Mark Eberhard       | Malte Urban            |
| 2000 | Malte Urban            | Ralph Berner        | Jörg Arenz             |
| 2001 | Tobias Nestle          | Ralph Berner        | Marc-Fraude Weichert   |
| 2002 | Jens Schwedler         | Tobias Nestle       | Jens Reuker            |
| 2003 | Jens Reuker            | Maik Müller         | Jens Schwedler         |
| 2004 | Malte Urban            | Jens Schwedler      | Reto Matt              |
| 2005 | Jens Schwedler         | Johannes Sickmüller | Reto Matt              |
| 2006 | Johannes Sickmüller    | Malte Urban         | Franz-Josef Nieberding |
| 2007 | Rene Birkenfeld        | Johannes Sickmüller | Thorsten Struch        |
| 2008 | Malte Urban            | Johannes Sickmüller | Rene Birkenfeld        |
| 2009 | Philipp Walsleben      | Rene Birkenfeld     | Paul Voß               |
| 2010 | Philipp Walsleben      | Christoph Pfingsten | Paul Voß               |
| 2011 | Philipp Walsleben      | Christoph Pfingsten | Hannes Genze           |
| 2012 | Christoph Pfingsten    | Philipp Walsleben   | Marcel Meisen          |
| 2013 | Philipp Walsleben      | Marcel Meisen       | Christoph Pfingsten    |
| 2014 | Philipp Walsleben      | Marcel Meisen       | Sascha Weber           |
| 2015 | Marcel Meisen          | Sascha Weber        | Philipp Walsleben      |
| 2016 | Philipp Walsleben      | Sascha Weber        | Marcel Meisen          |
| 2017 | Marcel Meisen          | Sascha Weber        | Philipp Walsleben      |
| 2018 | Marcel Meisen          | Sascha Weber        | Manuel Müller          |
| 2019 | Marcel Meisen          | Manuel Müller       | Sascha Weber           |
| 2020 | Marcel Meisen          | Sascha Weber        | Manuel Müller          |

### Amadors
- 1967 : Karl Stähle
- 1968 : Karl Stähle
- 1969 : Karl Stähle
- 1970 : Wolfgang Renner
- 1971 : Wolfgang Renner
- 1972 :  Wolfgang Renner
- 1973 :  Klaus-Peter Thaler
- 1974 :  Klaus Jördens
- 1975 :  Klaus-Peter Thaler
- 1976 :  Klaus-Peter Thaler
- 1977 :  Dieter Uebing
- 1978 :  Ekkehard Teichreber
- 1979 :  Dieter Uebing
- 1980 :  Reimund Dietzen
- 1981 :  Reimund Dietzen
- 1982 :  Jörgfried Schleicher
- 1983 :  Frank Ommer
- 1984 :  Mike Kluge
- 1985 :  Mike Kluge
- 1986 :  Mike Kluge
- 1987 :  Mike Kluge
- 1988 :  Mike Kluge
- 1989 :  Georg Bickel
- 1990 :  Georg Bickel
- 1991 :  Georg Bickel
- 1992 :  Ralph Berner
- 1993 :  Ralph Berner

### Menos de 23 anos
| Ano  | Ouro                  | Prata            | Bronze            |
| ---- | --------------------- | ---------------- | ----------------- |
| 1998 | Stefan Kupfernagel    |                  |                   |
| 1999 | Steffen Weigold       |                  |                   |
| 2000 | Steffen Weigold       |                  |                   |
| 2001 | Hannes Genze          |                  |                   |
| 2002 | Leio Karstens         |                  |                   |
| 2003 | Thorsten Struch       |                  |                   |
| 2004 | Thorsten Struch       |                  |                   |
| 2005 | Finn Heitmann         |                  |                   |
| 2006 | Thorsten Struch       |                  |                   |
| 2007 | Philipp Walsleben     |                  |                   |
| 2008 | Marcel Meisen         |                  |                   |
| 2009 | Sascha Weber          | Marcel Meisen    | Ole Quast         |
| 2010 | Sascha Weber          | Marcel Meisen    | Fabian Danner     |
| 2011 | Ole Quast             | Marcel Meisen    | Max Walsleben     |
| 2012 | Michael Schweizer     | Yannick Mayer    | Yannick Eckmann   |
| 2013 | Markus Schulte-Lünzum | Jannick Geisler  | Silvio Herklotz   |
| 2014 | Félix Drumm           | Julian Schelb    | Yannick Gruner    |
| 2015 | Félix Drumm           | Yannick Gruner   | Silvio Herklotz   |
| 2016 | Félix Drumm           | Max Lindenau     | Yannick Gruner    |
| 2017 | Lukas Baum            | Lukas Meiler     | Manuel Müller     |
| 2018 | Maximilian Möbis      | Frederik Hähnel  | Paul Lindenau     |
| 2019 | Luca Bockelmann       | Pascal Tömke     | Poul Rudolph      |
| 2020 | Tom Lindner           | Maximilian Möbis | Maximilian Krüger |

### Juniores
- 1991 : Christian Müller
- 1996 : Karsten Worner
- 1997 : Torsten Hiekmann
- 1998 : Tilo Schüler
- 1999 : Hannes Genze
- 2000 : Sven Haussler
- 2001 : Thorsten Struch
- 2002 : Félix Gniot
- 2003 : Benjamin Hill
- 2005 : Philipp Walsleben
- 2007 : Ole Quast
- 2008 : Fabian Danner
- 2009 : Michael Schweizer
- 2010 : Jannick Geisler
- 2011 : Silvio Herklotz
- 2012 : Silvio Herklotz
- 2013 : Marco König
- 2014 : Ludwig Cords
- 2015 : Ludwig Cords
- 2016 : Maximilian Möbis
- 2017 : Niklas Märkl
- 2018 : Tom Lindner
- 2019 : Tom Lindner
- 2020 : Marco Brenner

## Palmarés feminino

### Elites
| Ano  | Ouro              | Prata                    | Bronze                   |
| ---- | ----------------- | ------------------------ | ------------------------ |
| 2000 | Hanka Kupfernagel | Ann Grande-Knapp         | Regina Marunde           |
| 2001 | Hanka Kupfernagel | Nicole Kampeter-Kottkamp | Irene Pfab               |
| 2002 | Hanka Kupfernagel | Birgit Hollmann          | Agnes Morath             |
| 2003 | Birgit Hollmann   | Hanka Kupfernagel        | Regina Marunde           |
| 2004 | Hanka Kupfernagel | Birgit Hollmann          | Katrin Helmcke           |
| 2005 | Hanka Kupfernagel | Sabine Spitz             | Nicole Kampeter-Kottkamp |
| 2006 | Hanka Kupfernagel | Birgit Hollmann          | Nicole Kampeter-Kottkamp |
| 2007 | Hanka Kupfernagel | Birgit Hollmann          | Susanne Juranek          |
| 2008 | Hanka Kupfernagel | Stephanie Pohl           | Birgit Hollmann          |
| 2009 | Hanka Kupfernagel | Sabrina Schweizer        | Claudia Seidel           |
| 2010 | Hanka Kupfernagel | Elisabeth Brandau        | Martina Zwick            |
| 2011 | Hanka Kupfernagel | Sabine Spitz             | Sabrina Schweizer        |
| 2012 | Hanka Kupfernagel | Trixi Worrack            | Sabrina Schweizer        |
| 2013 | Trixi Worrack     | Sabrina Schweizer        | Lisa Heckmann            |
| 2014 | Hanka Kupfernagel | Elisabeth Brandau        | Lisa Heckmann            |
| 2015 | Jessica Lambracht | Lisa Heckmann            | Sabine Spitz             |
| 2016 | Elisabeth Brandau | Jessica Lambracht        | Lisa Heckmann            |
| 2017 | Jessica Lambracht | Stefanie Paul            | Lisa Heckmann            |
| 2018 | Elisabeth Brandau | Jessica Walsleben        | Luisa Beck               |
| 2019 | Elisabeth Brandau | Hanka Kupfernagel        | Stefanie Paul            |
| 2020 | Elisabeth Brandau | Kim Anika Ames           | Stefanie Paul            |

### Menos de 23 anos
| Ano  | Ouro               | Prata              | Bronze               |
| ---- | ------------------ | ------------------ | -------------------- |
| 2017 | Larissa Luttuschka | Lucille Rutsch     | Nina Küderle         |
| 2018 | Nina Küderle       | Emma Eydt          | Katharina-Julia Hinz |
| 2019 | Emma Eydt          | Larissa Luttuschka | Clea Seidel          |
| 2020 | Judith Krahl       | Emma Eydt          | Nina Küderle         |

### Juniores
| Ano  | Ouro        | Prata                     | Bronze           |
| ---- | ----------- | ------------------------- | ---------------- |
| 2020 | Clea Seidel | Sunny-Angelina Gschwender | Johanna Theobald |